# Katedra Świętego Mikołaja w Murskiej Sobocie
Katedra Świętego Mikołaja w Murskiej Sobocie (słoweń. Stolnica svetega Nikolaja, Murska Sobota) – katedra rzymskokatolicka w Murskiej Sobocie, w Słowenii. Główna świątynia diecezji murskosobockiej.
Katedra, wzmiankowana w 1071 została zbudowana w latach 1910–1912 na miejscu kościoła, z którego pozostało prezbiterium z 3 ćwierci XIV wieku i malarstwo we wieży wschodniej. Architektem był Laszlo Takacz. Zbudowana w stylu narodowo-romantycznym z elementami secesyjnymi.
Kościół stoi na skraju miasta, niedaleko od dworca kolejowego.